# 永顺路
永顺路，元朝时设置的路。
至元中改永顺州置，治所在今湖南省永顺县东南。属四川行省。辖境相当今湖南省湘西土家族苗族自治州中部及北部地区。至大三年（1310年），改为永顺等安抚司。